# Луций Емилий Юнк
Вижте пояснителната страница за други личности с името Луций Емилий Юнк.
Луций Емилий Юнк (на латински: Lucius Aemilius Iuncus) е политик и сенатор на Римската империя през 2 век.
Произлиза от Триполи във Финикия, която тогава е в римската провинция Сирия.
През октомври-декември 127 г. той е суфектконсул заедно с Гней Миниций Фаустин Секст Юлий Север. През ок. 132 – 135 г. е споменат като legatus Augusti pro praetore и corrector за свободните градове на Ахая. Като такъв има вероятно подобно като curator civitatis финансови наблюдателни функции (в Делфи е споменат при раздаването на обществени земи).
Баща или дядо е на Луций Емилий Юнк (консул 179 г.).